# Museo nazionale d'arte moderna di Tokyo
Il Museo nazionale d'arte moderna di Tokyo (東京国立近代美術館?, Tōkyō kokuritsu kindai bijutsukan), noto anche con l'acronimo inglese MOMAT (National Museum of Modern Art, Tokyo), raccoglie, conserva ed espone materiali d'arte moderna e contemporanea giapponese dalla fine del XIX secolo ai giorni nostri.
Il museo fu inaugurato nel 1952 a Kyobashi, nel quartiere Chūō e nel 1969 venne trasferito a Takebashi, nel quartiere Chiyoda, nel parco Kitanomaru, vicino al castello di Edo e al quartiere degli affari di Marunouchi, in un nuovo edificio donato dall'industriale Ishibashi Shojiro e progettato da Yoshio Taniguchi.
Il museo comprendeva anche una cineteca (con sede a Chūō, dove in precedenza era situato il museo),  che nel 2018 si è resa indipendente e ha assunto la denominazione di Archivio filmico nazionale (国立映画アーカイブ?, Kokuritsu eiga ākaibu).
Una sezione aperta dal museo nel 1977, la Galleria dell'artigianato, situata nell'ex quartier generale delle Guardie Imperiali nel Parco Kitanomaru, è traslocata nel 2020 a Kanazawa, nella prefettura di Ishikawa, e ha riaperto nel 2021 con la nuova denominazione di Museo nazionale dell'artigianato (国立工芸館, Kokuritsu kōgeikan), restando tuttavia legata al MOMAT e gestita dall'Istituto amministrativo autonomo Musei nazionali d'arte.

## Storia
Il Museo nazionale d'arte moderna di Tokyo è stato il primo museo nazionale d'arte in Giappone, fondato nel 1952 dal Ministero dell'Istruzione. L'edificio in cui inizialmente si stabilì, l'ex sede centrale della Nikkatsu Corporation a Kyobashi, venne riprogettato da Kunio Maekawa. Successivamente furono acquistati due locali limitrofi e il museo fu ampliato. 
Nel 1969 si trasferì in un nuovo edificio progettato dall'architetto Yoshio Taniguchi. Il vecchio edificio nel quartiere Chūō è stato ricostruito e ora ospita l'Archivio filmico nazionale.

### Museo nazionale dell'artigianato

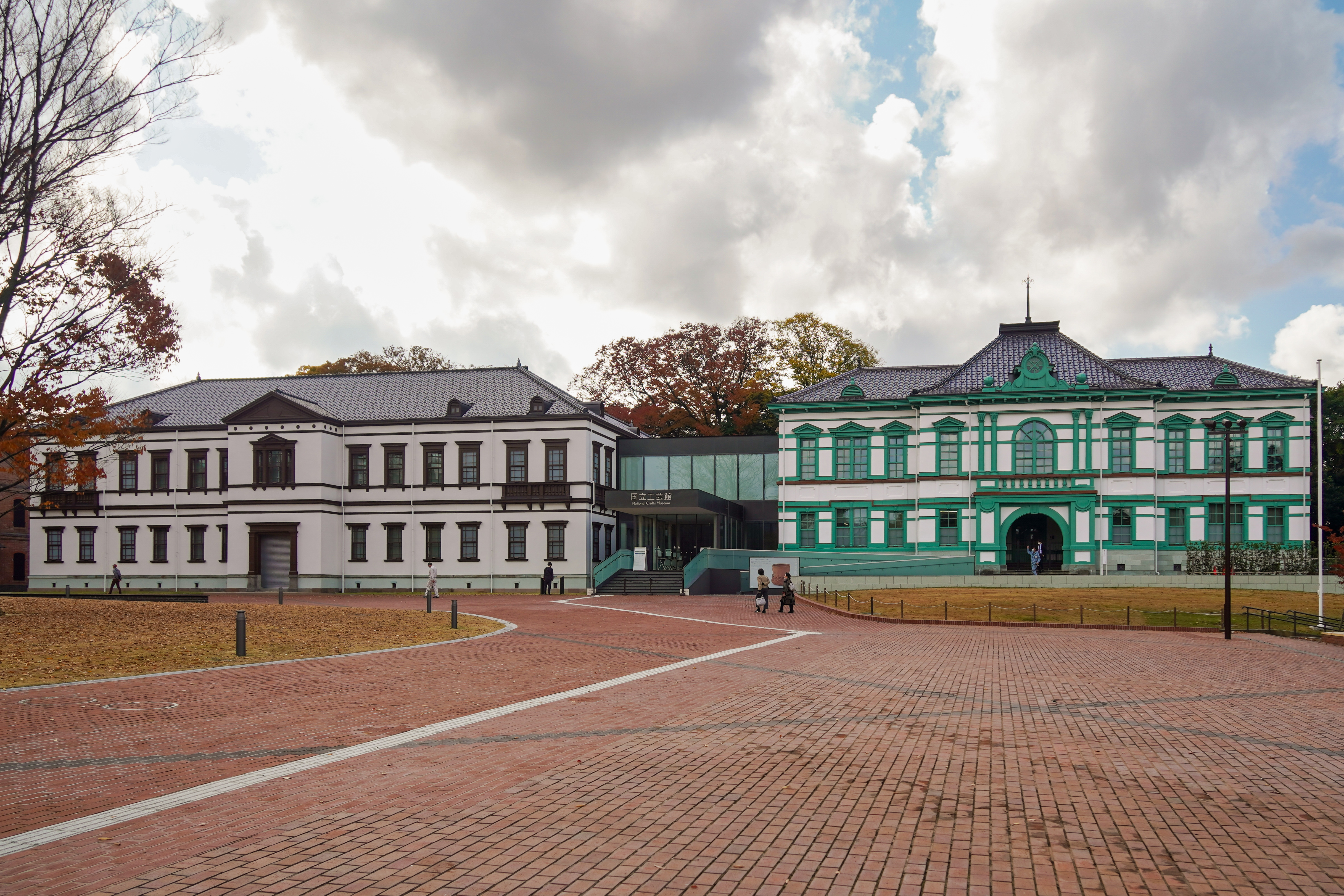
Museo dell'artigianato a Kanazawa

Il Museo dell'artigianato è stato inaugurato nel 1977 come succursale del Museo Nazionale di Arte Moderna di Tokyo, nel Parco Kitanomaru a Chyoda, nell'edificio dell'ex quartier generale della Divisione delle Guardie Imperiali.
È stato il primo museo d'arte in Giappone specializzato in opere di artigianato e design, deputato a raccogliere, conservare ed esporre opere di artigianato (tessuti, ceramiche, lacche, bambole e altri oggetti) e design (industriale e grafico) nazionali e internazionali, con particolare attenzione all'artigianato giapponese dalla fine del XIX secolo ai nostri giorni.
Nel 2020, come parte della politica del governo di rivitalizzare le aree locali, il Museo dell'artigianato è stato trasferito nel Parco Hondanomori a Kanazawa, nella prefettura di Ishikawa, dove sono state trasferite circa 1900 opere dalla collezione MOMAT al Museo Nazionale di Arte Moderna di Tokyo.
Nell'aprile 2021 ha assunto il nome ufficiale di Museo Nazionale d'Arte Moderna di Tokyo, Galleria dell'artigianato (東京国立近代美術館工芸館?, Tōkyō Kokuritsu kindai bijutsukan kōgei-kan), semplificato in Museo nazionale dell'artigianato (国立工芸館?, Kokuritsu kōgei-kan), parte dell'istituzione amministrativa autonoma Musei nazionali d'arte (独立行政法人国立美術館?, Dokuritsu gyōsei hōjin Kokuritsu bijutsukan); è il primo museo nazionale situato sul Mar del Giappone.

### Archivio filmico nazionale

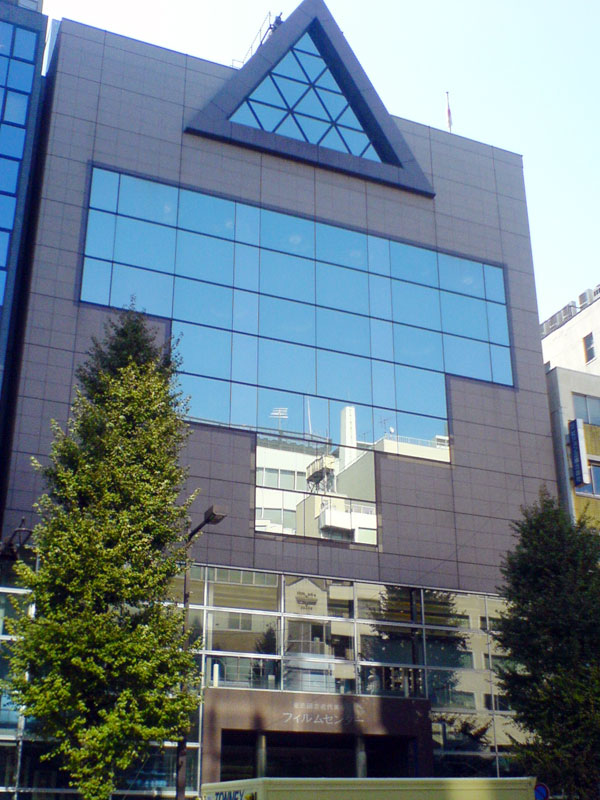
MOMAT Film Center

Fino ad aprile 2018, il MOMAT aveva come propria sezione una cineteca, o Centro cinematografico (フィルムセンタ), l'unica istituzione pubblica giapponese dedicata al cinema. Quando il museo nel 1969 si trasferì nella nuova sede di Chiyoda, la cineteca assunse il nome di National Film Center (NFC) e continuò le sue attività nell'ex edificio lasciato dal Museo, sempre come sua sezione.
Ad aprile 2018 divenne indipendente dal MOMAT e assunse il nome di Archivio filmico nazionale (国立映画アーカイブ?, Kokuritsu eiga ākaibu), acronimo inglese NFAJ (National Film Archive of Japan), ufficialmente elevato al rango di Museo nazionale.
A marzo 2024 la collezione comprende circa 76.400 film giapponesi e 10.850 film stranieri. Il Centro di conservazione dei film e materiali filmici si trova a Sagamihara. Il NFAJ è membro della Federazione Internazionale degli Archivi Cinematografici (FIAF).

## Collezioni
La collezione del museo è incentrata sulle opere di autori giapponesi dalla fine dell'Ottocento ai giorni nostri e comprende anche un certo numero di opere provenienti dall'estero di artisti occidentali contemporanei.
Tra le collezioni possedute, particolarmente degne di nota sono l'archivio di 600 opere d'arte, schizzi, diari, lettere e altri oggetti appartenuti al pittore Ryūsei Kishida, circa 3000 disegni dello scultore Isamu Wakabayashi, la collezione di stampe xilografiche ukiyo-e (circa 8.000) provenienti da tutto il mondo, collezionate dall'inizio del XX secolo da Kōjirō Matsukata e 153 dipinti che documentano la guerra sino-giapponese e la guerra del Pacifico.

### Opere dichiarate beni culturali importanti
Tra le opere di autori giapponesi possedute dal MOMAT, diciotto sono considerate beni culturali importanti (dodici dipinti nihonga, cinque dipinti a olio, una scultura).

#### Nihonga (pittura giapponese)
1. Wong Zhaojun [principessa cinese] (olio su tela, 1902) di Shunsō Hishida[14]
2. Bodhisattva Kenshu (seta, 1907) di Shunsō Hishida[15]
3. Primavera che va (paravento a sei ante, 1916) di Gyokudō Kawai, 1916.[16]
4. Ragazza nel bagno pubblico (coppia di paraventi a due ante, colore su seta, 1918) di Tsuchida Bakusen[17]
5. Kiyohime attraversa il fiume Hidaka (rotolo, colore su seta, 1919) di Kagaku Murakami[18]
6. La ruota della vita (dipinto a inchiostro su seta, 1923) di Yokoyama Taikan[19]
7. Città di Tsukiji Akashi-cho (rotolo, colore su seta, 1927) di Kiyokata Kaburagi[20]
8. Città di Shintomi-cho (rotolo, colore su seta, 1930) di Kiyokata Kaburagi[21]
9. Zona di Hama-cho Gashi (rotolo, colore su seta, 1930) di Kiyokata Kaburagi[22]
10. Ritratto di San’yutei Encho (rotolo, colore su seta, 1930) di Kiyokata Kaburagi[23]
11. Madre e bambino (rotolo, colore su seta, 1934), di Shōen Uemura[24]
12. Campo a Kisegawa (coppia di sei paraventi, 1940/41) di Yukihiko Yasuda[25]

#### Yōga (pittura in stile occidentale)
1. Kannon Bodhisattva che cavalca il drago (olio su tela, 1890) di Harada Naojirō[26]
2. Vento del Sud (dipinto a olio, 1907) di Sanzo Wada[27]
3. Bellezza nuda (dipinto a olio, 1912) di Tetsugoro Yorozu[28]
4. Strada, argine e muro (schizzo di Kiridoshi) (dipinto a olio, 1915) di Ryūsei Kishida[29]
5. Ritratto di Vasilii Eroshenko (dipinto a olio, 1920) di Nakamura Tsune[30]

#### Scultura
1. Dopo il bagno (湯あみYuami, 190 ) di Shinkai Taketarō[31]

## Galleria 1

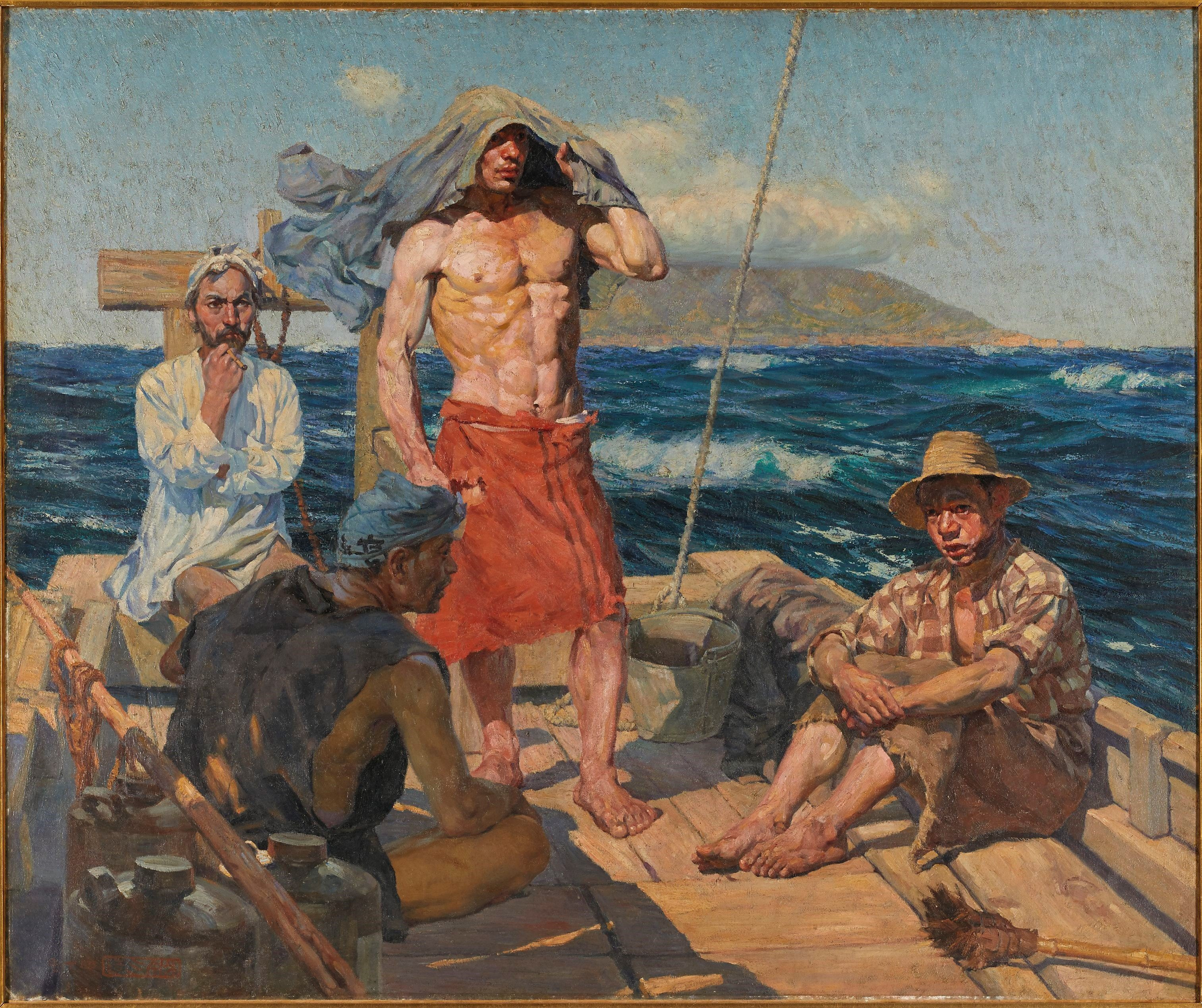
Vento del Sud (1907) di Sanzō Wada (bene culturale importante)
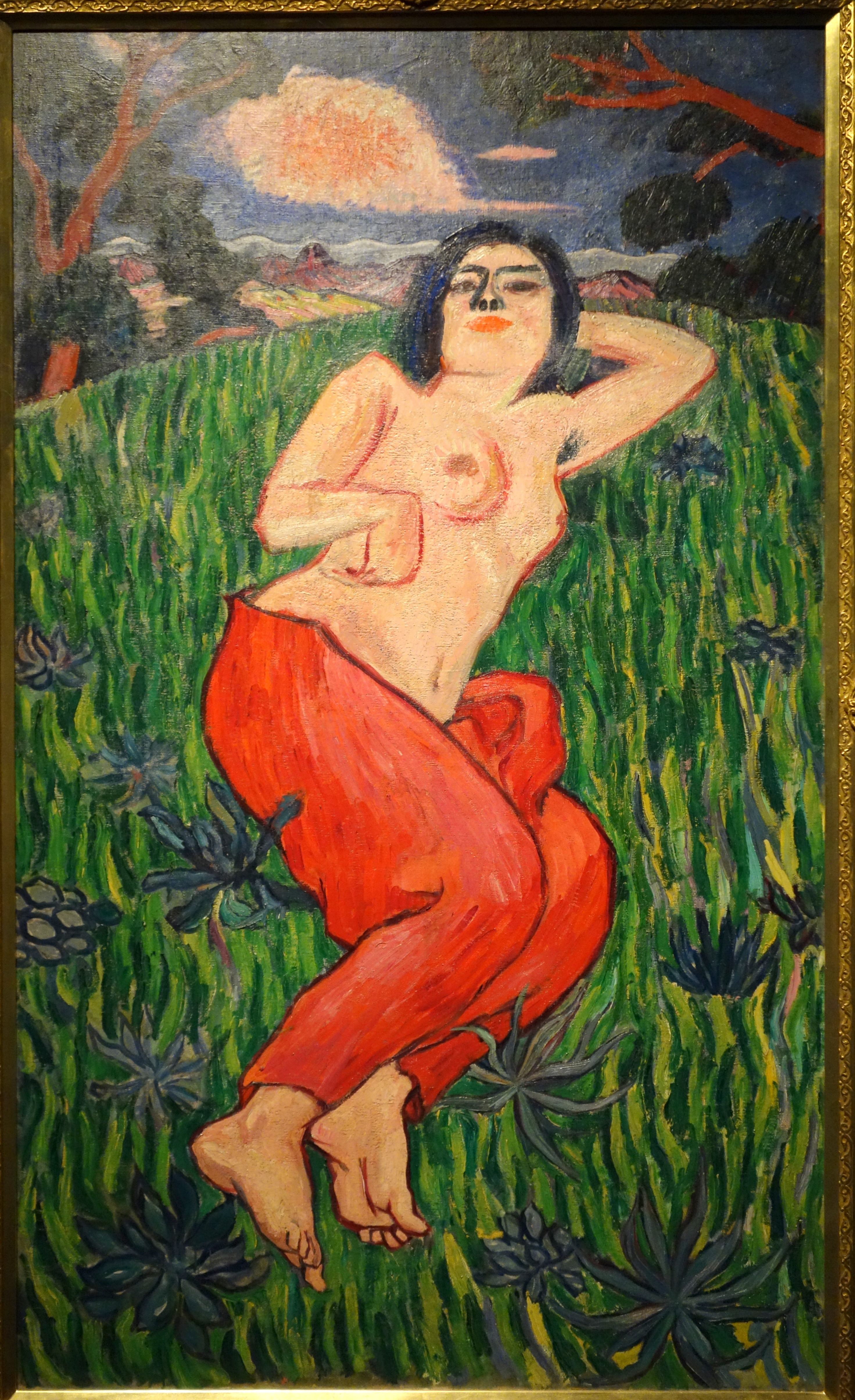
Bellezza nuda (1912) di Tetsugorō Yorozu (bene culturale importante)
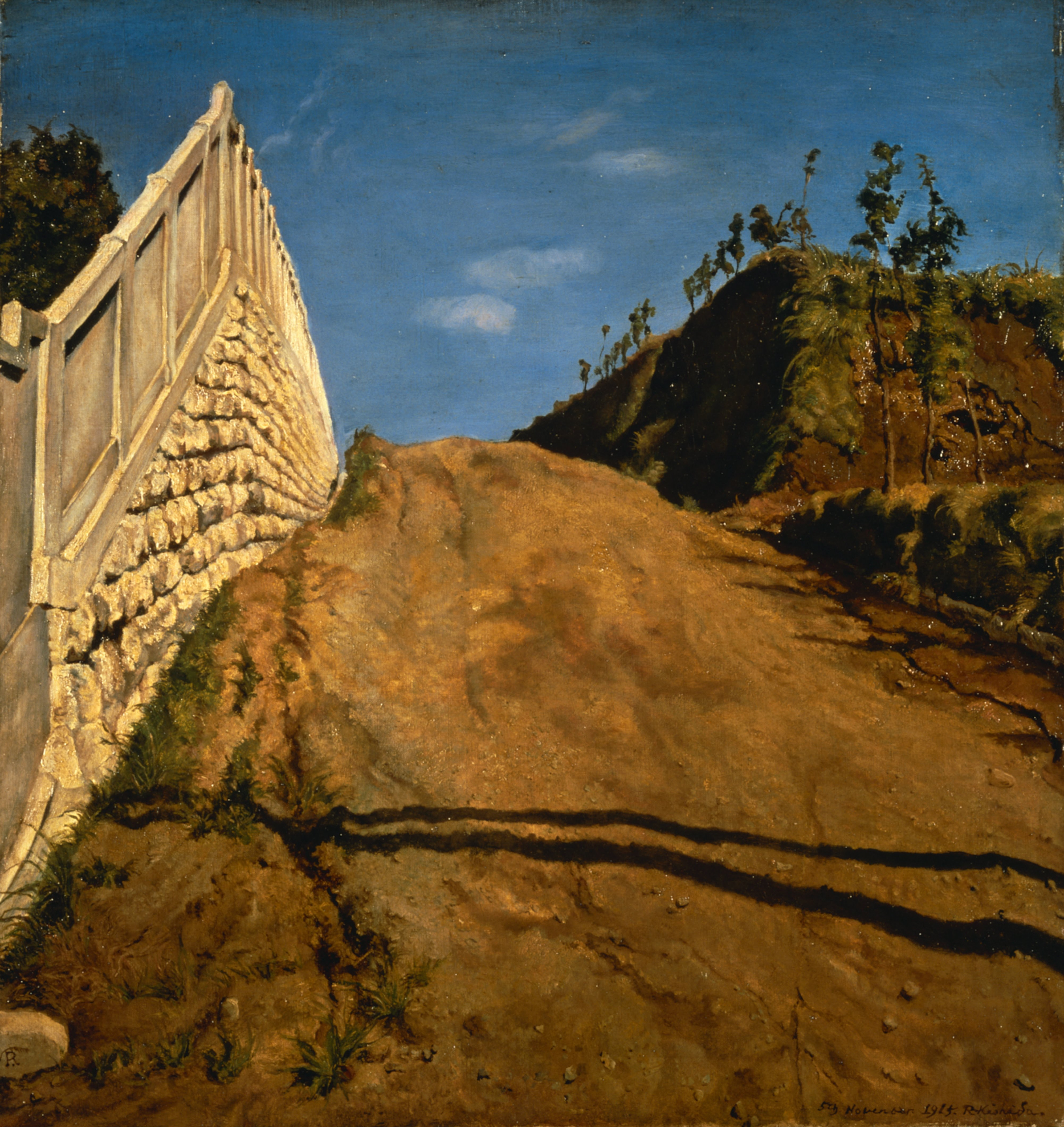
Strada, argine e muro (schizzo di Kiridoshi) (1915) di Ryūsei Kishida (importante proprietà culturale)
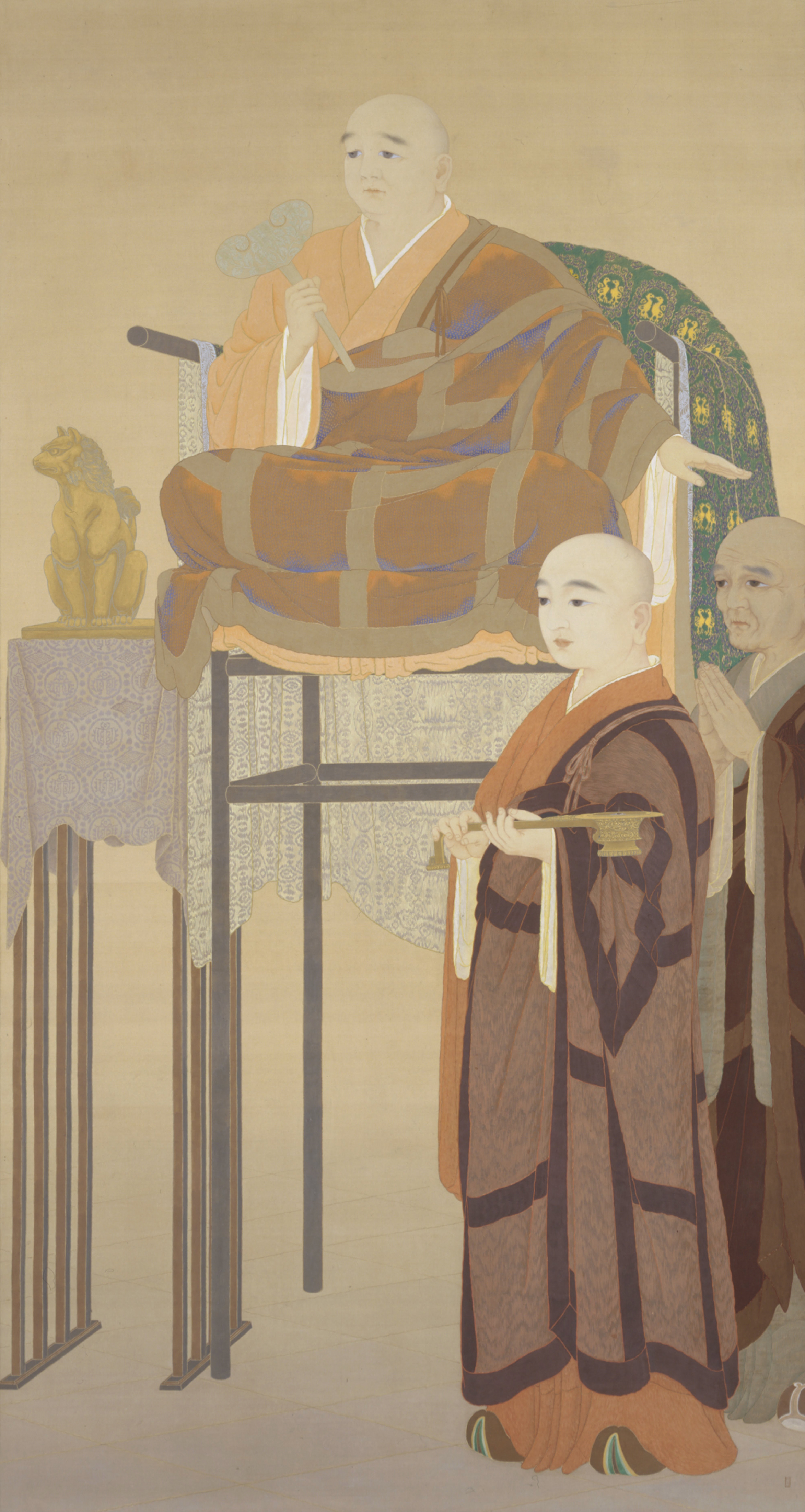
Bodhisattva Kenshu (1907) di Shunsō Hishida (importante proprietà culturale)
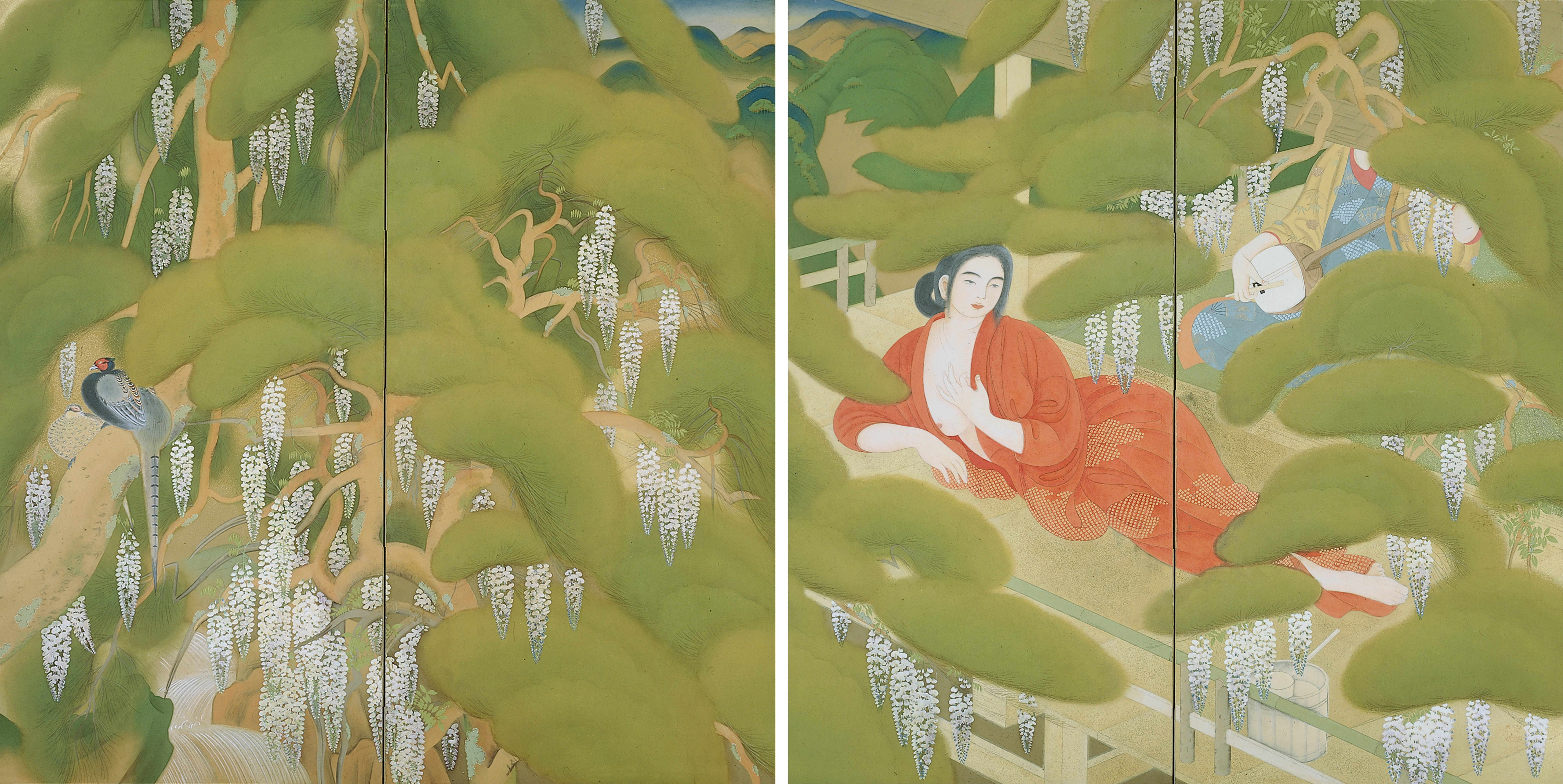
Yuonnazu (1918) di Bakusen Tsuchida (importante proprietà culturale)
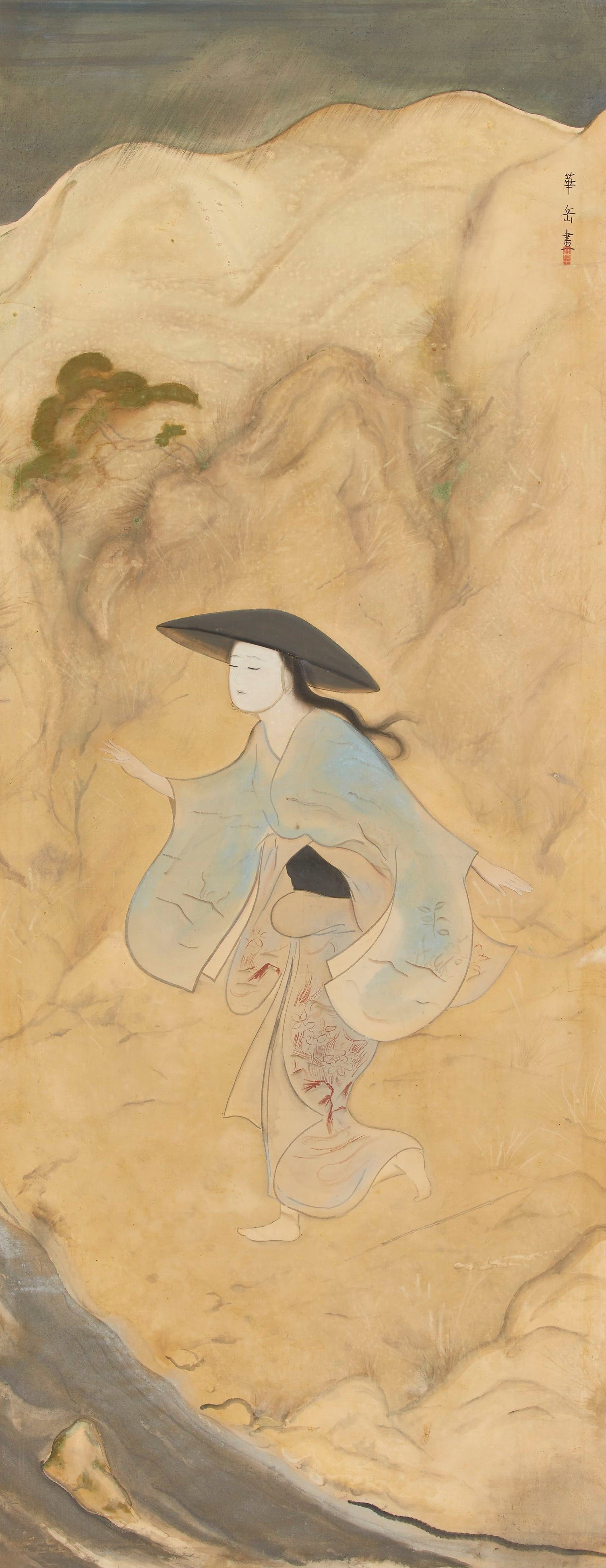
Kiyohime attraversa il fiume Hidaka (1919) di Kagaku Murakami (importante proprietà culturale)

### Opere di artisti occidentali (selezione)
- Grande mazzo di fiori (1892-1895 circa) di Paul Cézanne[32]
- La Libertà invita gli artisti a partecipare al XXII Salon des Indépendants (1905-1906) di Henri Rousseau[33]
- La terza classe (1907) di Alfred Stieglitz[34]
- Ritratto di una donna (1911) di Georges Braque[35]
- Paesaggio in Provenza (1932) di Pierre Bonnard[36]
- Malvarosa bianca e verde con peduncolo (1937) di Georgia O'Keeffe[37]
- Terrazza di fiori (1937) di Paul Klee[38]
- Spiaggia della Garoupe (1955) di Pablo Picasso[39]
- Ritratto della Sfinge di Muriel Belcher (1979) di Francis Bacon[40]

## Galleria 2

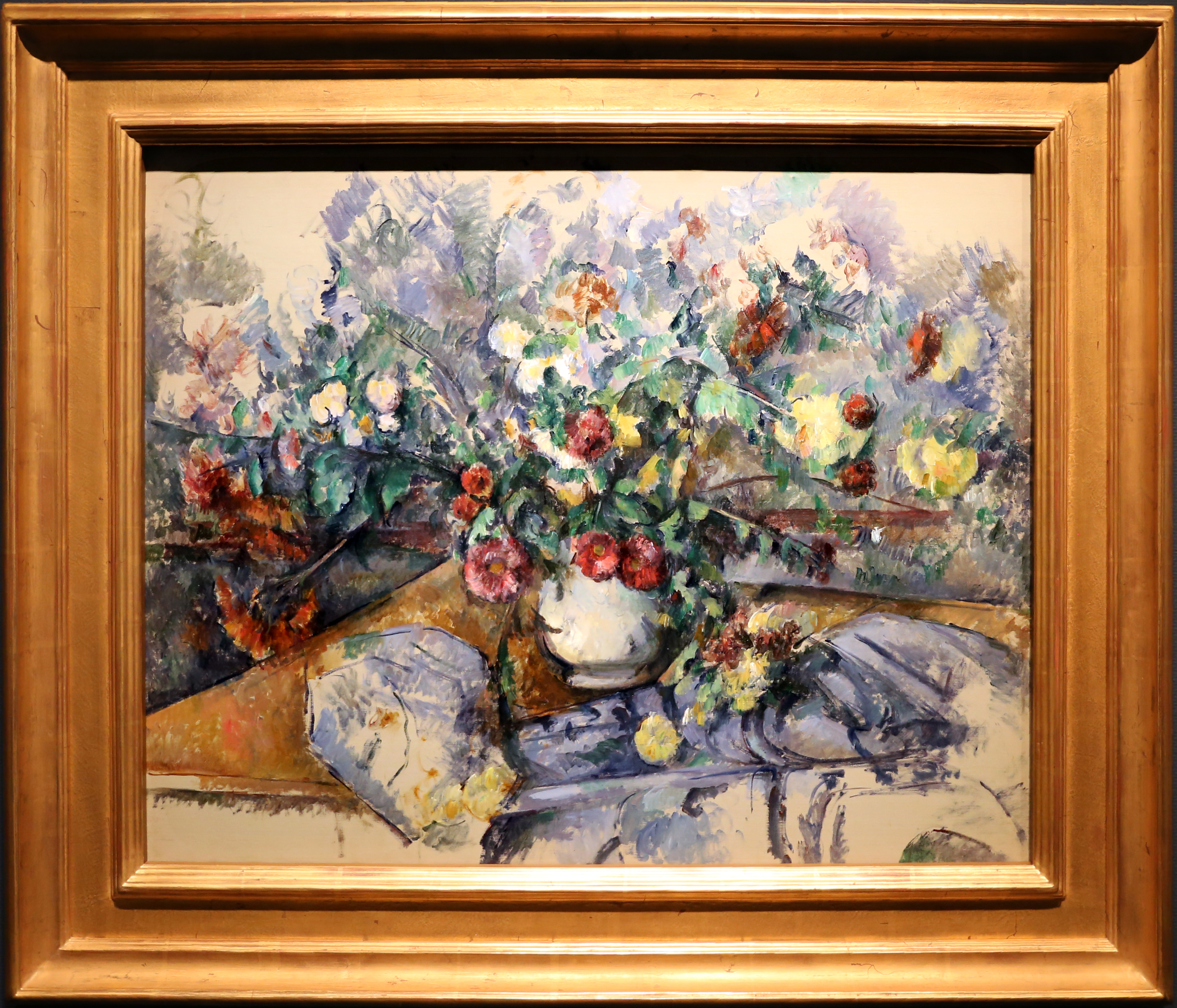
Grande mazzo di fiori (1892-95 ca.) di Paul Cézanne
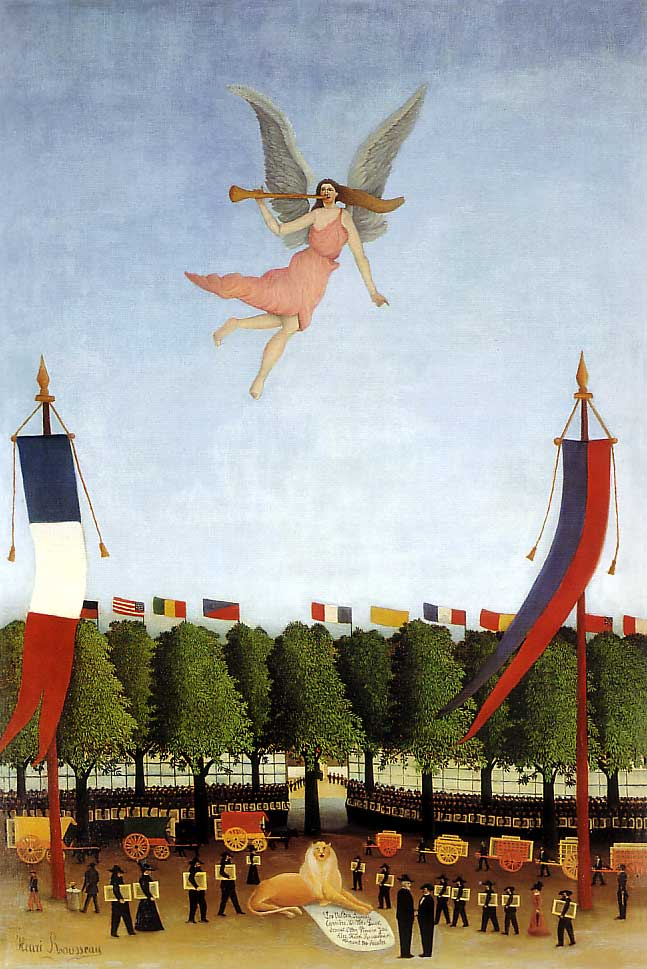
La Libertà invita gli artisti a partecipare al XXII Salon des Indépendants (1905-1906) di Henri Rousseau
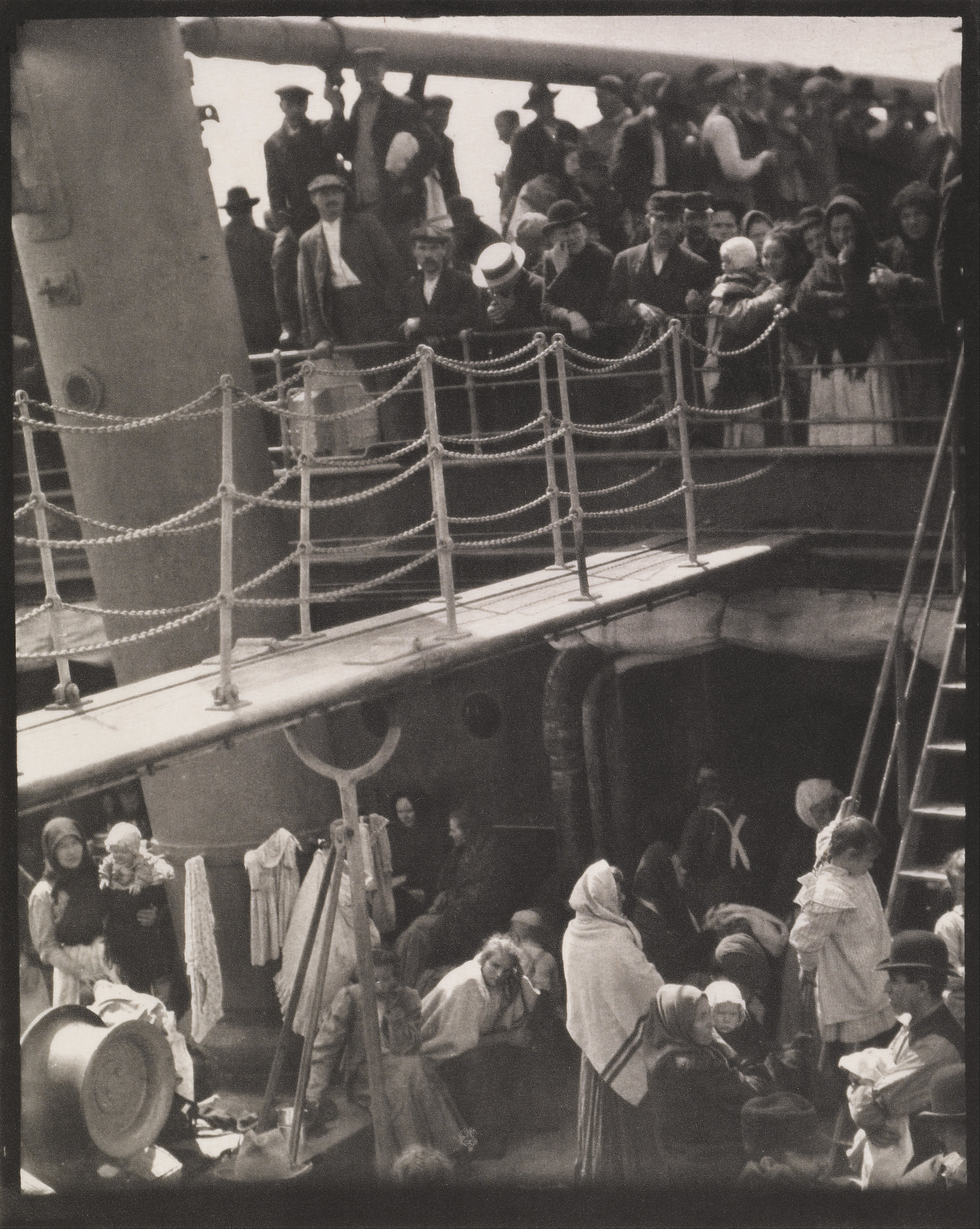
La terza classe (1907) di Alfred Stieglitz

Nel 1952, durante il suo primo anno di vita, il museo ha acquisito 23 opere; nel 2022, a settant'anni dalla sua fondazione, la collezione ammonta a circa 13.000 opere, di cui circa 200 (tra cui dipinti, stampe, sculture, fotografie e video) vengono esposte a rotazione ogni anno.
Dalla sua istituzione a marzo 2022, il MOMAT ha organizzato un totale di 546 mostre ed è stato visitato da circa 22 milioni di persone.